# Hilde Lauvhaug
Hilde Lauvhaug (* 4. April 1989) ist eine ehemalige norwegische Skilangläuferin.

## Werdegang
Lauvhaug, die für Lyn Ski startete, nahm im Januar 2007 in Sjusjøen erstmals am Skilanglauf-Scandinavian-Cup teil. Dabei errang sie den 60. Platz im 10-km-Massenstartrennen und den 24. Platz über 5 km Freistil. Ihr Debüt im Skilanglauf-Weltcup hatte sie im November 2007 in Beitostølen, das sie auf dem 29. Platz über 10 km Freistil beendete und damit ihre ersten Weltcuppunkte gewann. Bei den Juniorenweltmeisterschaften 2008 in Mals wurde sie Fünfte im 10-km-Massenstartrennen. Im folgenden Jahr holte sie bei den Juniorenweltmeisterschaften die Bronzemedaille über 5 km Freistil und die Goldmedaille mit der Staffel. Bei den U23-Weltmeisterschaften 2010 in Hinterzarten holte sie die Silbermedaille im Skiathlon. In der Saison 2010/11 kam sie im Scandinavian-Cup viermal unter die ersten Zehn. Dabei holte sie in Madona über 10 km Freistil ihre ersten und einzigen Sieg im Scandinavian-Cup. Zudem errang sie in Torsby im 10-km-Massenstartrennen den dritten Platz und erreichte zum Saisonende den fünften Platz in der Gesamtwertung. Bei den U23-Weltmeisterschaften 2011 in Otepää gewann sie die Bronzemedaille über 10 km Freistil und belegte zudem den 13. Platz im Skiathlon. Im November 2011 holte sie in Sjusjøen mit dem 22. Platz über 10 km Freistil letztmals Weltcuppunkte. Dies war auch ihre beste Platzierung im Weltcupeinzel. Ihr letztes internationales Rennen lief sie im Januar 2014 beim Skilanglauf-Scandinavian-Cup in Piteå, das sie auf dem 42. Platz über 10 km klassisch beendete.

## Siege bei Continental-Cup-Rennen
| Nr. | Datum           | Ort    | Disziplin      | Serie            |
| --- | --------------- | ------ | -------------- | ---------------- |
| 1.  | 3. Februar 2011 | Madona | 10 km Freistil | Scandinavian Cup |